# Lonchaea earomyoides
Lonchaea earomyoides är en tvåvingeart som beskrevs av Mcalpine 1964. Lonchaea earomyoides ingår i släktet Lonchaea och familjen stjärtflugor. Inga underarter finns listade i Catalogue of Life.